# Diana Ross Presents the Jackson 5
Diana Ross Presents the Jackson 5 — дебютный студийный альбом группы The Jackson 5. Вышел в декабре 1969 года на лейбле Motown.

## Список композиций
| №  | Название                          | Автор(ы)                                     | Вокалисты                                                                    | Длительность |
| -- | --------------------------------- | -------------------------------------------- | ---------------------------------------------------------------------------- | ------------ |
| 1. | «Zip-A-Dee-Doo-Dah»               | Рэй Гилберт, Элли Врубель                    | Майкл Джексон, Тито Джексон                                                  | 3:18         |
| 2. | «Nobody»                          | The Corporation                              | Майкл Джексон, Джермейн Джексон                                              | 2:54         |
| 3. | «I Want You Back»                 | The Corporation                              | Майкл Джексон, Джермейн Джексон, Джеки Джексон, Тито Джексон, Марлон Джексон | 3:04         |
| 4. | «Can You Remember»                | Том Белл, Уильям Харт                        | Майкл Джексон, Джермейн Джексон                                              | 3:10         |
| 5. | «Standing in the Shadows of Love» | Брайан Холланд, Ламонт Дозье, Эдвард Холланд | Майкл Джексон, Джермейн Джексон                                              | 4:06         |
| 6. | «You’ve Changed»                  | Джесси Риз                                   | Майкл Джексон                                                                | 3:16         |

| №  | Название                  | Автор(ы)                                  | Вокалисты                                       | Длительность |
| -- | ------------------------- | ----------------------------------------- | ----------------------------------------------- | ------------ |
| 1. | «My Cherie Amour»         | Стиви Уандер, Сильвия Мой, Генри Косби    | Джермейн Джексон                                | 3:44         |
| 2. | «Who’s Lovin’ You»        | Смоки Робинсон                            | Майкл Джексон                                   | 4:06         |
| 3. | «Chained»                 | Фрэнк Уилсон                              | Майкл Джексон, Джермейн Джексон                 | 2:54         |
| 4. | «(I Know) I’m Losing You» | Норман Уайтфилд, Эдвард Холланд           | Джермейн Джексон                                | 2:16         |
| 5. | «Stand!»                  | Сильвестр Стюарт                          | Майкл Джексон, Марлон Джексон, Джермейн Джексон | 2:30         |
| 6. | «Born to Love You»        | Айви Джо Хантер, Уильям «Микки» Стивенсон | Майкл Джексон, Джермейн Джексон                 | 2:38         |

## Позиции в хит-парадах
| Год       | Хит-парад                        | Высшая позиция | Пребывание в чарте |
| --------- | -------------------------------- | -------------- | ------------------ |
| 1969—1970 | Австралия (Kent Music Report)    | 17             | нет данных         |
| 1969—1970 | Великобритания (UK Albums Chart) | 16             | 4 недели           |
| 1969—1970 | Канада (RPM Albums Chart)        | 10             | 21 неделя          |
| 1969—1970 | США (Best Selling Soul LP’s)     | 1              | 33 недели          |
| 1969—1970 | США (Billboard Top LP’s)         | 5              | 32 недели          |

| Хит-парад (1970)            | Позиция |
| --------------------------- | ------- |
| США (Billboard Soul Albums) | 40      |
| США (Billboard Top LP’s)    | 7       |